# Alan Kelly

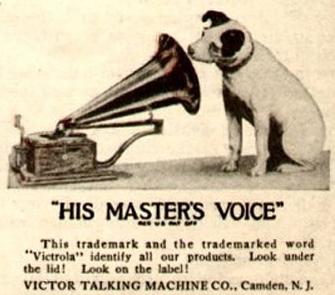
Logo de His Master's Voice

Alan Kelly (Girvan, Escòcia, juny de 1928 - ?, desembre de 2015) va ser un físic escocès, però també un investigador de les discogràfiques antigues.
Kelly fa un màster en Física a Glasgow l'any 1948, on seria nomenat físic i cap del departament d'Estudis Professionals del College Education de la ciutat de Sheffield. Aquest col·legi més tard seria el Sheffield Polytechnic, i actualment la Sheffiled Hallam University. Entre totes aquestes fusions, Kelly fou acomiadat i és a partir d'aquí que s'interessà pels enregistraments musicals antics.

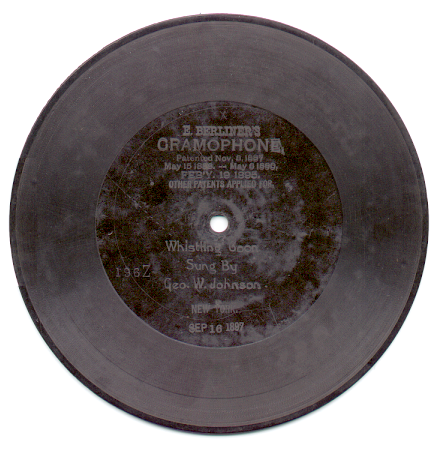
Disc Berliner Gramophone

A la dècada dels anys 1940 Kelly començà a col·leccionar enregistraments antics d'òpera. A la introducció del catàleg espanyol deia el següent: "des que els enregistraments es van encarir, he fet llistes de tot el que va existir o que es va publicar". I així continuà durant els següents 50 anys. Va aportar el gruix d'informació que es coneix dels discos de doble cara amb etiqueta vermella de HMV (His Master's Voice), de les sèries DA i DB. L'any 1977, James Denis, John F. Perkins i John Ward publicarien l'article "Vienna: the first Gramophone recordings", a Recorded Sound, editat per la desapareguda BIRS i que, durant moltes dècades, fou conegut amb l'expressió "Discografia d'Alan Kelly" per a qui volia obtenir una llista fiable de The Record Collector.
L'any 1988 va publicar el primer catàleg numèric d'enregistraments fets entre 1898 i 1929 per HMV i els seus predecessors. Abastava també els enregistraments italians (i dedicà aquest primer volum al seu fill Malcolm). Dos anys després apareixia el volum d'enregistraments francesos i l'any 1994 el catàleg d'enregistraments holandesos, amb 1325 pàgines, però que no va poder completar per raons de salut. En total publicà 4 volums amb l'editorial Greenwood Press. Els següents, de Rússia, Espanya, República Txeca, Hongria, Austràlia i Anglaterra els acabaria autoeditant ell mateix en format CD-ROM. La tasca de Kelly no només implicava conèixer què s'havia publicat, sinó que s'havia enregistrat però no s'havia arribat a publicar per les raons que fossin.
L'obra de Bauer, Historical Records 1898-1908/9 va ser un important inici que identificava molts enregistraments d'òpera i cant d'aquest període. Les rareses que apareixien a altres catàlegs se solien indicar amb un "no està a l'obra de Bauer". P.G. Hurst també ocupà un lloc rellevant entre els col·leccionistes arrel dels seus articles regulars a Gramophone entre els anys 1930 i 1940. La seva obra, The Golden Age Recorded, fou publicada el 1963 i encara ara té valor per les seves aportacions personals dels artistes que va documentar, però en el seu cas, datava els enregistraments a partir de les etiquetes de publicació i no dels números de les matrius, fent llavors una indicació molt rellevant: "Probablement hi ha un codi amagat als números de les matrius, però queda per al futur aquesta recerca agònica".
Alan Kelly esdevindria un usuari regular del British Institute of Recorded Sound de l'arxiu EMI a Hayes, fent un buidatge sistemàtic dels registres de la discogràfica. Amb el temps, Kelly, Ward i Perkins aconseguiren desxifrar el codi de les matrius i fou llavors que començà, realment, la tasca documental.
El conjunt de volums generat per Kelly aporta dades essencials per a la recerca històrica dels enregistraments sonors: número o números de catàleg, número de matriu, data i lloc d'enregistrament, intèrpret o intèrprets, títol i compositor, de tots els enregistraments coneguts fins a l'any 1929, com a gran valor d'una de les companyies més importants i prestigioses de principis del segle xx. S'havien fet alguns altres treballs importants, com el de Bennet, centrat sobretot en la música vocal, però només es basava en catàlegs comercials i, inevitablement, era incomplet. Kelly, per contra, va utilitzar el propi arxiu de la discogràfica per a fer un buidatge sistemàtic, tot i no tenir completa la informació dels enregistraments anteriors a l'any 1908, per exemple. Però malgrat algunes llacunes, no deixa de ser una recerca imprescindible per als sonòlegs, els bibliotecaris i els estudiosos dels primers enregistraments acústics i elèctrics.

## Catàlegs discogràfics[7]
- KELLY, Alan. His Master's Voice = La voce del padrone : the italian catalogue. A complete numerical catalogue of italian Gramophone Recordings made from 1898 to 1929 in Italy and elsewhere by The Gramophone Company Ltd. Londres : Greenwood Press, 1988. (ISBN: 0-313-26498-8)
- KELLY, Alan. His Master's Voice = La voix de son maître : the french catalogue. A complete numerical catalogue of french Gramophone Recordings made from 1898 to 1929 in France and elsewhere by The Gramophone Company Ltd. Londres : Greenwood Press, 1990- (ISBN:0-313-27333-2).
- KELLY, Alan. His Master's Voice : the German catalogue : a complete numerical catalogue of German gramophone recordings made from 1898 to 1929 in Germany, Austria, and elsewhere by the Gramophone Company Ltd. Londres : Greenwood Press (ISBN: 0313292205)
- KELLY, Alan. His Master's Voice = Die Stimme seines Herrn : a complete numerical catalogue of German gramophone recordings made from 1898 to 1929 in Germany, Austria, and elsewhere by the Gramophone Company Ltd. Londres : Greenwood Press (ISBN: 0313292205).